# إعلام مواطن
إعلام مواطن (بالإنجليزية Citizen Media) هو إعلام يصنعه أو يشترك في صنعه مواطن لا يشترط فيه أن يكون إعلاميا بل يقوم بتوظيف الوسائل الإعلامية الجديدة من شبكات التواصل الاجتماعي ووسائل تواصل اجتماعي ونقل فعاليات وأحداث مختلفة وتبادلها في مجال الأخبار والرأي بينه وبين مواطنين آخرين عبر شبكة الإنترنت.

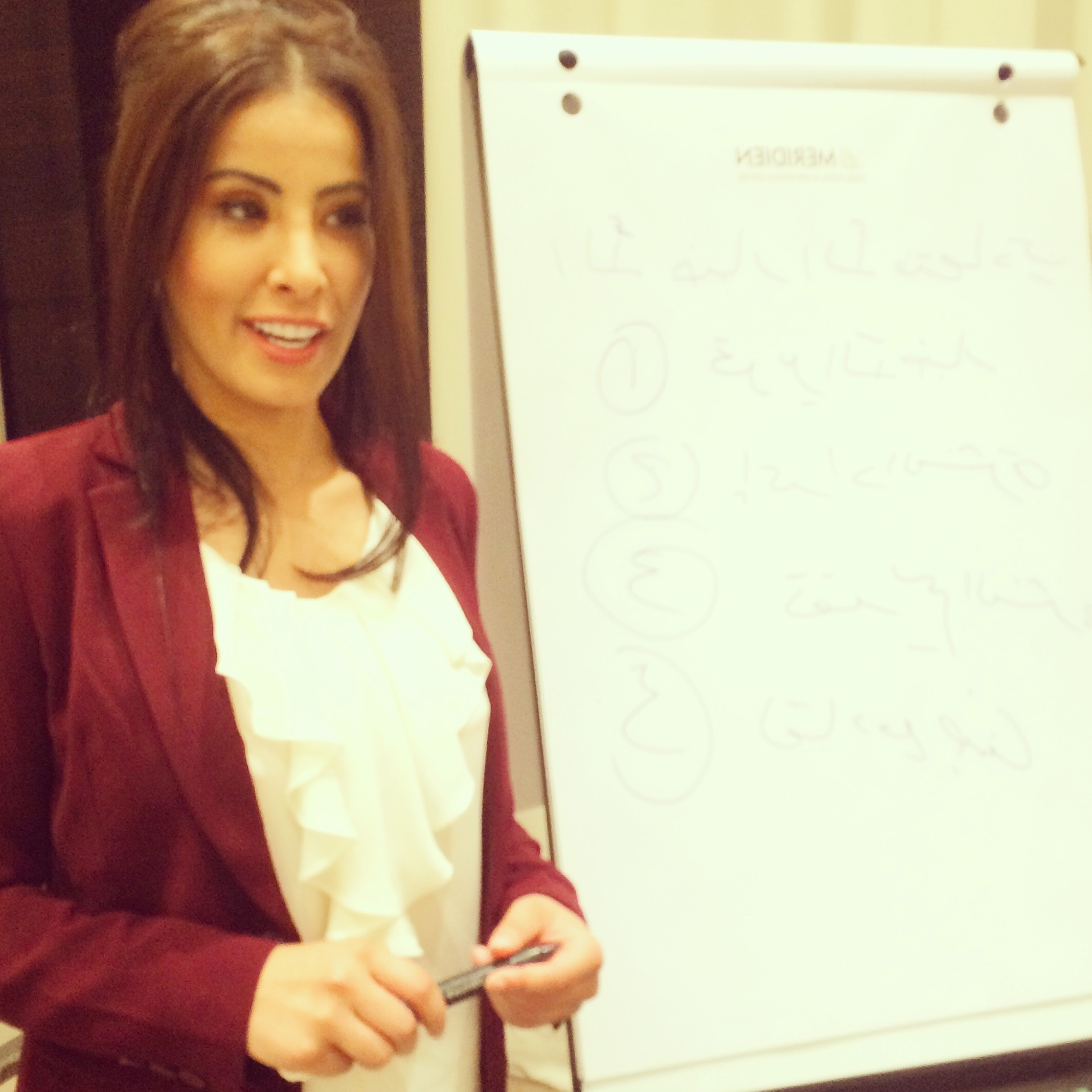
نورا المطيري نموذج إعلام مواطن لشبكة إن إم إن نيوز - محاضرة حول إعلام مواطن يكسب جولة الإقتصاد

## الرسالة الإعلامية
أحدث إعلام المواطن بيئة اعلام جديد على شبكات التواصل الاجتماعي أدت إلى تحول في المشهد الإعلامي بصورة عامة حيث تحولت الرسالة الإعلامية إلى رسالة تفاعلية، حسب الإعلامية نورا المطيري ، لتعلن انتهاء نموذج المتلقي السلبي من خلال عبور الرسالة من المرسل إلى المتلقي عبر وسيلة إعلامية ما، لتتحول الرسالة إلى النموذج التفاعلي من المرسل إلى المستقبل ومن المستقبل للمرسل مرة أخرى في صورة ما يطلق علية التغذية المرتدة.

## خصائص إعلام المواطن
يتميز إعلام المواطن بعدد من الخصائص المستمدة من طبيعة الإعلام الجديد، أبرزها:
- التفاعلية: حيث يتبادل القائم بالاتصال والمتلقي الأدوار، وتكون ممارسة الاتصال ثنائية الاتجاه وتبادلية، وليست في اتجاه أحادي، بل يكون هناك حوار بين الطرفين.
- اللاتزامنية: وهي إمكانية التفاعل مع العملية الاتصالية في الوقت المناسب للفرد، سواءً كان مستقبلاً أو مرسلاً.
- المشاركة والانتشار: يتيح إعلام المواطن لكل شخص يمتلك أدوات بسيطة أن يكون ناشراً يرسل رسالته إلى الآخرين خاصة إذا كان في موقع الحدث.
- الحركة والمرونة: حيث يمكن نقل الوسائل الجديدة بحيث تصاحب المتلقي والمرسل، مثل الحاسب المتنقل، وحاسب الإنترنت، والهاتف الجوال، والأجهزة اللوحية، بالاستفادة من الشبكات اللاسلكية.
- الكونية: حيث أصبحت بيئة الاتصال بيئة عالمية، تتخطى حواجز الزمان والمكان والرقابة، فما يحدث في مجتمع تجده يعرض في مجتمع أخر في نفس الوقت.
- اندماج الوسائط: في إعلام المواطن يمكن استخدام كل وسائل الاتصال، مثل النصوص، والصوت، والصورة الثابتة، والصورة المتحركة، كما يمكن إضافة الرسوم البيانية ثنائية وثلاثية الأبعاد عند إعداد المادة الإعلامية بعد نقلها إلى استوديوهات الأخبار.
- الانتباه والتركيز: نظراً لأن المتلقي في إعلام المواطن يقوم بعمل فاعل في اختيار المحتوى، والتفاعل معه خاصة من خلال شبكات التواصل الاجتماعي، فإنه يتميز بدرجة عالية من الانتباه والتركيز، بخلاف التعرض لوسائل الإعلام التقليدي الذي يكون عادةً سلبياً وسطحياً.